# KMRU
조셉 카마루(영어: Joseph Kamaru)는 KMRU라는 이름으로 활동하고 있는 앰비언트 음악가이다. 케냐 나이로비에서 태어났으며, 독일 베를린에서 활동하고 있다.

## 경력
카마루는 어렸을 때부터 기타를 연주하고 성가대에서 노래를 불렀다. 고등학교에 진학한 후 학교의 컴퓨터로 FL 스튜디오의 카피를 본 후 전자 음악에 관심을 가지기 시작했다.
다작으로 유명한 카마루는 2017년부터 2021년 사이 밴드캠프에서 20개에 가까운 작품을 게시했다.
카마루는 2019년 에이블톤 라이브 광고에 출연해 고장난 피아노로 필드 리코딩을 녹음했다. 2019년에 발매한 EP 《Erased》는 피아노, 필드 리코딩과 신시사이저 드럼을 사용했다. 이듬해에는 《Saal, Peel, Opaquer》와 《Jar》를 공개했다. 에디션스 메고와 함께 발매한 《Peel》은 48시간 이내에 만들었으며, 유기적인 텍스처와 합성 텍스처를 혼합한 사운드를 선보였다. 또한 같은 해 10월에는 나이로비를 떠나 독일의 베를린으로 이주하였고, 음향 예술 석사를 위해 베를린 예술대학교에 입학했다.
2022년, 카마루는 빅 시프와 함께 투어를 진행했으며, 아호산과의 협업 음반 《Limen》을 발매했다. 2023년, 피치포크는 카마루를 두고 "현대 전자 음악에서 널리 참조되는 인물"이라고 묘사했다. 같은 해, 카마루는 필드 리코딩에서 벗어난 음악적 변화를 나타낸 《Dissolution Grip》을 발매하며 피치포크와 라우드 앤드 콰이어트 등 다양한 매체의 평론가들의 극찬을 받았다.

## 사생활
카마루는 케냐 나이로비에서 태어났다. 같은 이름을 가진 할아버지 조셉 카마루는 유명한 벵가 음악가로, 2018년 할아버지가 사망한 후 카마루는 자신의 음악을 새로운 관객에게 소개하기 위해 할아버지의 음반 중 일부를 재발매했다.

## 디스코그래피

### 정규 음반
- Euphoria (2017)
- Variations [Installation] (2019)
- Saal (2020)
- Variations [Radiophonic] (2020)
- Peel (2020)
- Jar (2020)
- Logue (2021)
- Temporary Stored (2022)
- Don't Linger They Might See You (2022)
- Epoch (2022)
- Glim (2023)
- Dissolution Grip (2023)
- Stupor (2023)
- Natur (2024)

### 협업 음반
- Peripheral with Echium (2021)
- Limen with Aho Ssan (2022)
- Disconnect with Kevin Richard Martin (stylized as KRM:KMRU; 2024)

### EP
- Noize (2017)
- Erased (2019)
- OT (2019)
- Luft (2020)
- Continual (2020)
- Odra (2020)
- Drawing Water (2020)
- Ftpim (2020)
- Inter Alia (2021)
- As It Still Is (2021)
- There Was Nothing in Between (2022)
- Imperceptible Perceptible (2022)
- Windbags/Lune (2024)